# Yva
Else Ernestine Neuländer-Simon, känd under pseudonymen Yva, var en tysk fotograf känd för sina drömlika dubbelexponerade bilder. Som en av de första att inse den kommersiella potentialen i fotografering blev hon en av de ledande fotograferna i Berlin under Weimarrepubliken. Efter nazisternas maktövertagande år 1933 fick hon yrkesförbud på grund av sin judiska bakgrund. 1942 greps hon av Gestapo och skickades till koncentrationslägret Majdanek i Polen där hon mördades. När hon dog är oklart, men hon dödförklarades officiellt den 31 december 1944.

## Karriär
1925 öppnade Neuländer en fotostudio nära Kurfürstendamm under pseudonymen Yva. 1927 hade Yva blivit känd för sina mode-, nakenbilder och porträtt, men var även en av de första fotograferna att jobba inom reklambranschen. I en reklamkampanj för Amor Skin använde hon sig av dubbelexponeringar för att skapa drömlika surrealistiska bilder vilket ledde till att hon blev känd för innovativa bilder och medverkade i flera tidningar, såsom Berliner Illustrirte Zeitung, Die Dame, modemagasinet Elegant Welt och Gebrauchsgraphik.
1936 anställde Yva en ung assistent vid namn Helmut Neustädter, som senare kom att byta namn till Helmut Newton och bli känd som modefotograf.

## Bilder

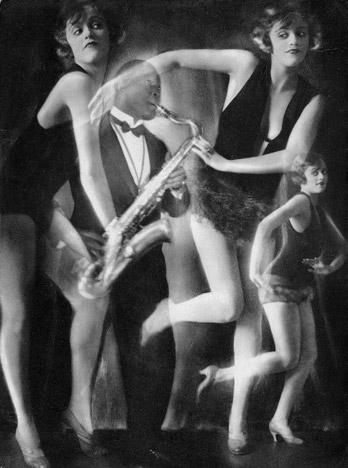
Charleston 1926–1927.
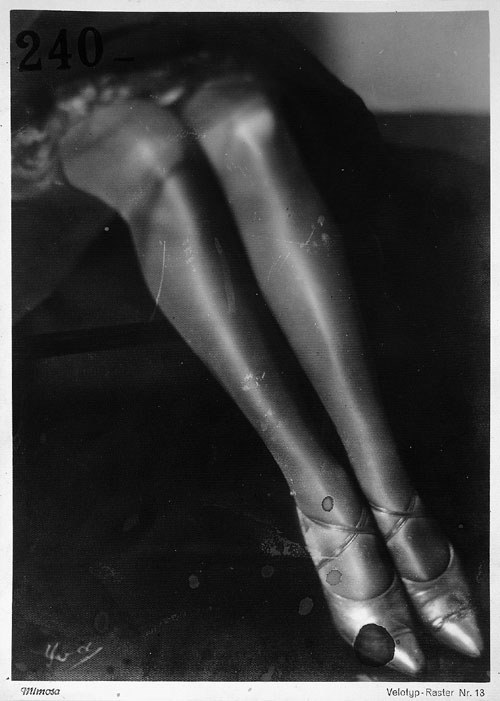
Kvinnoben 1927–1928.
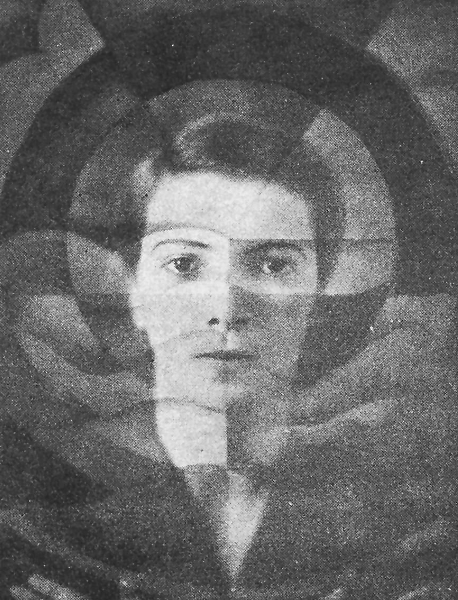
Självporträtt c. 1927.